# Bactrocera watersi
Bactrocera watersi
 es una especie de insecto díptero que Hardy describió científicamente por primera vez en 1954. Esta especie pertenece al género Bactrocera de la familia Tephritidae.  